# Lopidea ute
Lopidea ute är en insektsart som beskrevs av Knight 1923. Lopidea ute ingår i släktet Lopidea och familjen ängsskinnbaggar. Inga underarter finns listade i Catalogue of Life.